# Stefan Łochtin
Stefan Łochtin (ur. 24 marca 1911 w Rypinie, zm. 26 listopada 1962 w Londynie) – polski dziennikarz.

## Życiorys
Urodził się w rodzinie Aleksandra i Elżbiety Trzcińskiej. W 1928 roku ukończył Państwowe Gimnazjum Męskie im. J. I. Kraszewskiego w Białej Podlaskiej (klasa humanistyczna).
W latach 1928–1931 studiował na Wydziale Elektrycznym i Mechanicznym Politechniki Warszawskiej, a od 1931 na Wydziale Prawa Uniwersytetu Warszawskiego. Od 1933 do 1939 kontynuował studia na Wydziale Prawa i Nauk Społecznych Uniwersytetu Stefana Batorego w Wilnie. Od 1931 roku należał do Polskiej Korporacji Akademickiej Aquilonia. W 1935 roku został prezesem Koła Wileńskiego Obozu Wielkiej Polski i Młodzieży Wszechpolskiej. W marcu 1937 roku został zatrzymany przez policję w związku z serią zamachów bombowych w Wilnie.
Był działaczem Stronnictwa Narodowego. Internowany w obozie w Berezie Kartuskiej.
Karierę dziennikarską rozpoczął w „Dzienniku Wileńskim”. Publikował w prasie narodowej: „Warszawskim Dzienniku Narodowym”, „Kurierze Poznańskim”, „Orędowniku”, „Słowie Pomorskim”. Od 1938 roku był redaktorem wileńskiego „Głosu Narodowego”.
Walczył w kampanii wrześniowej, jako podporucznik rezerwy artylerii. Po jej zakończeniu przedostał się do Wojska Polskiego we Francji. Służył w 2 Dywizji Strzelców Pieszych. Walczył w kampanii francuskiej. Internowany wraz z dywizją w Szwajcarii, gdzie w 1943 roku ukończył studia prawnicze i uzyskał tytuł magistra prawa na Uniwersytecie we Fryburgu.
Po demobilizacji w 1948 roku pracował w fabryce konserw  mięsnych Heinza (obsługa maszyny do krajania konserw).
Od 1949 roku pisywał do szeregu pism emigracyjnych i rozgłośni radiowych na Zachodzie. W „Dzienniku Polskim” ogłosił co najmniej setkę artykułów na tematy sowieckie. W „Tygodniku Polskim” były drukowane jego korespondencje z Moskwy, gdzie przebywał na wystawie brytyjskiej .
Po wojnie współpracował z „Myślą Polską” oraz działał w Stronnictwie Narodowym, z którego wystąpił w 1957 roku. Był współpracownikiem Sekcji Polskiej Radia BBC, „Dziennika Polskiego”, „Wiadomości” i innych pism emigracyjnych.
Od sierpnia 1961 roku pracował w redakcji „Daily Express”  jako ekspert do spraw sowieckich. Wejście do czołowych zachodnio-europejskich ,,sowietologów '' odbyło się w atmosferze podniecenia politycznego na tle kongresu w Moskwie z rewelacjami Stefana Łochtina nt. konfliktu chińsko-sowieckiego o Albanię, wiadomością o drugim pogrzebie Stalina i obsadzeniu naczelnych władz wiernymi poplecznikami Chruszczowa w tym prawie nieznanego wówczas administratora rolnictwa Woronowa. Za trafną diagnozę otrzymał gratulacje.
W latach 1951-61 współpracował z Agencją Reutera. Był wiceprezesem Związku Dziennikarzy Rzeczypospolitej Polskiej w Londynie.
Autor książek: Metody sowietyzacji w krajach Europy środkowo-wschodniej (1943), Sąsiad naszego niebezpiecznego sąsiada. Sowiety a Chiny 1945-54 (1954), The Sowiet Conquest in Central and Eastern Europe (1954).
Zmarł 26 listopada 1962 roku w Londynie. Pochowany na North Sheen.
Został odznaczony francuskim Croix de Guerre i brytyjskim Medalem Wojny 1939–1945.